# Wahlen zum Repräsentantenhaus der Vereinigten Staaten 1840
Bei den Wahlen zum Repräsentantenhaus der Vereinigten Staaten 1840 wurden ab dem 6. Juli 1840 an verschiedenen Wahltagen die Abgeordneten des Repräsentantenhauses gewählt. Die Wahl war Teil der allgemeinen Wahlen zum 27. Kongress der Vereinigten Staaten in jenem Jahr, bei denen auch ein Drittel der US-Senatoren gewählt wurden. Gleichzeitig fand auch die Präsidentschaftswahl des Jahres 1840 statt, die der Kandidat der Whig Party William Henry Harrison gewann.
Zum Zeitpunkt der Wahlen bestanden die Vereinigten Staaten aus 26 Bundesstaaten. Die Zahl der zu wählenden Abgeordneten betrug 242. Die Sitzverteilung im Repräsentantenhaus basierte auf der Volkszählung von 1830. Bei den Wahlen verlor die Demokratische Partei 27 Sitze und damit ihre bisherige absolute Mehrheit. Gewinner der Wahl war die United States Whig Party die 33 Mandate hinzugewinnen konnte und mit nun 142 Sitzen erstmals die absolute Mehrheit erringen konnte. Die Anti-Masonic Party verlor alle bisher gehaltenen Mandate und schied aus dem Repräsentantenhaus aus. Gründe für das Wahlergebnis waren die Folgen der im Jahr 1837 ausgebrochenen Wirtschaftskrise, die man der Bundesregierung unter dem Demokratischen Präsidenten Martin Van Buren anlastete und die allgemeine Unbeliebtheit Van Burens, der dann auch abgewählt wurde.
Frauen und Sklaven waren weder wahlberechtigt noch wählbar. In vielen Bundesstaaten waren auch freie Afroamerikaner von der Wahl ausgeschlossen.

## Wahlergebnis
- Demokratische Partei 98 (125) Sitze
- United States Whig Party: 142 (109) Sitze
- Sonstige: 2 (0) (aus Virginia und Illinois

Gesamt: 242
In Klammern sind die Ergebnisse der letzten Wahl zwei Jahre zuvor. Veränderungen im Verlauf der Legislaturperiode, die nicht die Wahlen an sich betreffen, sind bei diesen Zahlen nicht berücksichtigt, werden aber im Artikel über den 27. Kongress im Abschnitt über die Mitglieder des Repräsentantenhauses bei den entsprechenden Namen der Abgeordneten vermerkt. Das Gleiche gilt für Wahlen in Staaten, die erst nach dem Beginn der Legislaturperiode der Union beitraten. Daher kommt es in den Quellen gelegentlich zu unterschiedlichen Angaben, da manchmal Veränderungen während der Legislaturperiode in die Zahlen eingearbeitet wurden und manchmal nicht.